# Qatarees kenteken

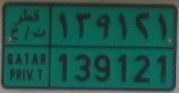
Kentekenplaat van voor 1997

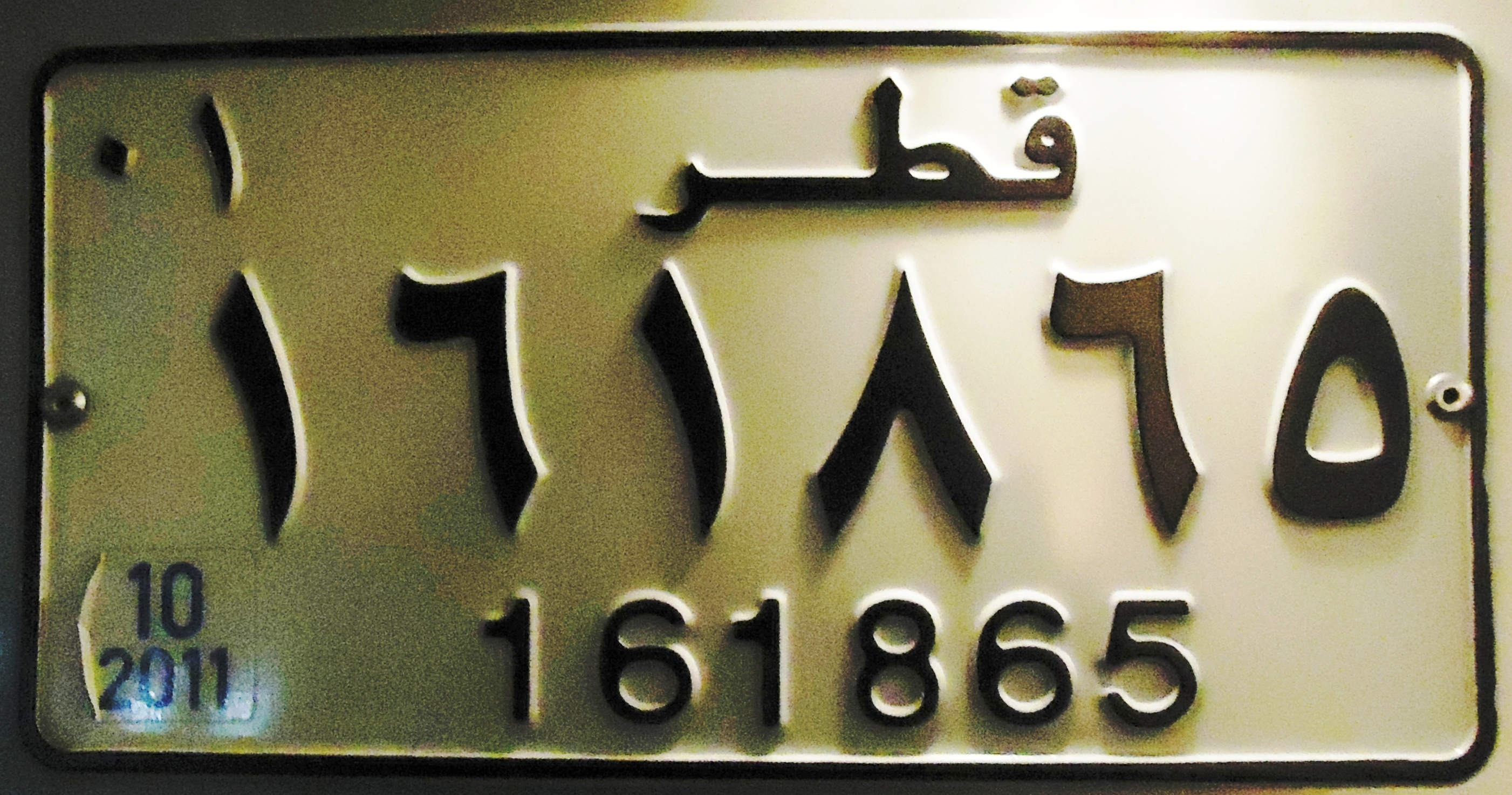
kentekenplaat van 1997 - 2011

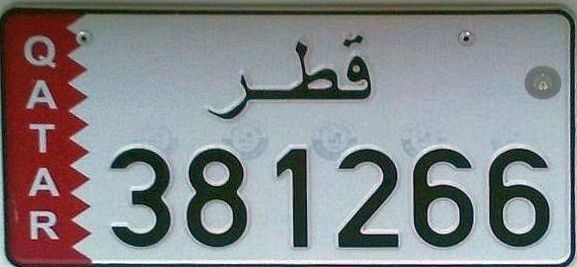
Huidige plaat vanaf 2012

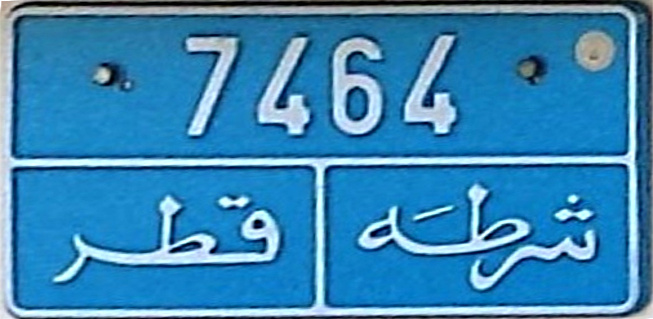
politieplaat

De kentekenplaat uit Qatar bestaat sinds 1997 uit zwarte letters op een witte achtergrond.
Op het kenteken staat het registratienummer in zowel Arabische als Europese cijfers.  
Verder staat op het kenteken een tweecijferig getal dat het wagentype aanduidt en de tekst قطر (Qatar).
De kentekenplaten in de periode van 1983 tot en met 1997 waren groen.